# Войновиці (Опольське воєводство)
Войновиці (пол. Wojnowice, нім. Wanowitz) — село в Польщі, у гміні Кетш Ґлубчицького повіту Опольського воєводства.
Населення — 512 осіб (2011).
У 1975-1998 роках село належало до Опольського воєводства.

## Демографія
Демографічна структура станом на 31 березня 2011 року:
|          | Загалом | Допрацездатний вік | Працездатний вік | Постпрацездатний вік |
| -------- | ------- | ------------------ | ---------------- | -------------------- |
| Чоловіки | 260     | 48                 | 194              | 18                   |
| Жінки    | 252     | 57                 | 137              | 58                   |
| Разом    | 512     | 105                | 331              | 76                   |